# Kurara
Kurara è una città dell'India di 11.484 abitanti, situata nel distretto di Hamirpur, nello stato federato dell'Uttar Pradesh.